# 歷史的天空 (小說)
《历史的天空》是中国作家徐贵祥所写的长篇小说，2005年荣获茅盾文学奖，以从抗日战争到中国文化大革命以后的历史为背景，塑造了梁大牙等人物。
该小说于2004年被改编为30集同名电视连续剧。